# Cirkus Magaluf
Cirkus Magaluf är en svensk dokusåpa som sänds på TV3 i mars 2016. 
Serien följer personalen på baren Grabbarna grus på Magaluf.